# اورینت (اوهایو)
اورینت (به انگلیسی: Orient) یک منطقهٔ مسکونی در ایالات متحده آمریکا است که در شهرستان پیکوای، اوهایو واقع شده‌است. اورینت ۰٫۳۱ کیلومتر مربع مساحت و ۲۷۰ نفر جمعیت دارد و ۲۵۶ متر بالاتر از سطح دریا واقع شده‌است.